# Андрейченко Андрій Анатолійович
Андрій Анатолійович Андрейченко (23 березня 1960, Сімферополь) — радянський та український футболіст, який грав на позиції півзахисника та захисника. Відомий за виступами в низці українських клубів, найбільш відомий за виступами в керченському «Океані» в другій лізі СРСР, за який він провів майже 300 матчів у першості.

## Клубна кар'єра
Андрій Андрейченко народився в Сімферополі, та є вихованцем місцевого клубу «Таврія». У сімферопольському клубі дебютував у 1980 році, проте грав лише у розіграші Кубка СРСР, як і інший дебютант клубу Микола Альошин. У цьому ж році перейшов до складу команди другої ліги «Океан» з Керчі. У складі команди виступав до кінця 1982 року, зігравши в її складі 102 матчі. Після річної перерви у виступах за команди майстрів знову стає гравцем «Таврії», проте цього разу Андрейченко грав лише за дублюючий склад команди, і протягом сезону переходить до керченського «Океана». Цього разу грає у складі команди до кінця сезону 1989 року, зігравши у складі керченського клубу 197 матчів. Після невеликої перерви у виступах за команди майстрів стає гравцем клубу другої нижчої ліги «Автомобіліст» з Сум, у якому провів сезон 1991 року. У 1992 році зіграв один матч Кубка України в складі «Автомобіліста», після чого стає гравцем клубу перехідної ліги «Море» з Феодосії, у складі якого грав до кінця 1992 року. У 1993 році повернувся до сумського «Автомобіліста», у складі якого зіграв 6 матчів у першій українській лізі, після чого грав за низку аматорських команд Криму.